# Festa de la Carxofa de Benicarló
La Festa de la Carxofa és una festa tradicional de Benicarló.
Se celebra cada any la tercera setmana de gener al voltant del món de la carxofa de Benicarló, producte amb denominació d'origen des del 1998. Des de l'any 2014 està declarada com a festa d'interés turístic autonòmic al País Valencià.
És un esdeveniment popular i gastronòmic on es realitzen demostracions de pinxos, jornades gastronòmiques, degustacions populars, tot al voltant de la carxofa de Benicarló. Hi participen restaurants de Benicarló i de la comarca del Baix Maestrat, juntament amb agrupacions relacionades amb la cuina i l'hostaleria.
El 2019 s'hi van servir 18.000 racions, 3.000 més que l'any anterior. La «torrà popular» va arribar als 3.000 kg de carxofes i més de 800 persones van participar al showcooking. El mercat municipal va duplicar les vendes i 4.200 persones van participar en les visites guiades.